# Повстання Патріотів

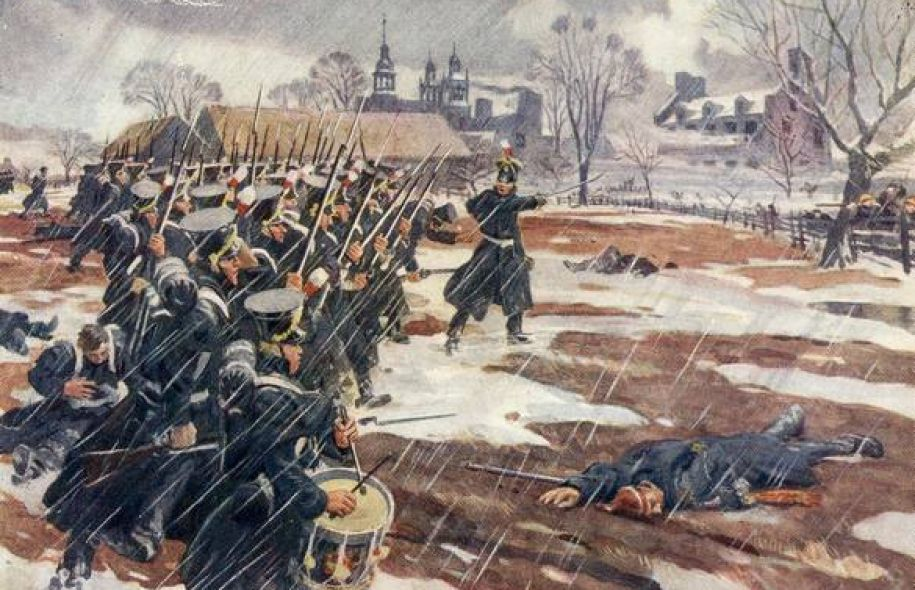
Битва під Сен Дені. Листопад 1837 р.

Повстання Патріотів (фр. Rébellion des Patriotes) — повстання населення Нижньої Канади (сучасний Квебек) проти британського панування, що відбулося у 1837–1838 роках.
Повстання очолила Партія Патріотів (фр. Parti patriote). Повстання об'єднала як франкомовних, так і англомовних мешканців провінції. Для перших йшлося перед усім про національно-визвольну боротьбу, для других — про покращення економічної, соціальної та правової ситуації. Повстанці проголосили незалежну Республіку Нижньої Канади.
Водночас аналогічне повстання відбулося і у англомовній Верхній Канаді, де теж була спроба проголосити незалежність. Але там повстання не носило національного характеру і не набуло помітних розмірів.
Причиною повстання став багаторічний конфлікт між Законодавчою Асамблеєю (парламентом) Нижньої Канади та британською колоніальною адміністрацією. Це відбулося на фоні економічної та соціальної кризи, викликаної зростанням населення, прибуттям тисяч ірландських іммігрантів та епідеміями холери. На думку канадців, місцевому самоврядуванню не ставало повноважень для вирішення поточних проблем країни. Зі свого боку, Лондон відмовлявся розширити права Асамблеї.
До того, франкомовні канадці (предки сучасних квебекуа) — які становили від 70 % до 80 % населення — зазнавали національної та мовної дискримінації.
Повстання очолили франкомовний канадець Луї-Жозеф Папіно (фр. Louis-Joseph Papineau) та англомовний Роберт Нільсон (англ. Robert Neilson).
Разом з незалежністю, Патріоти проголосили численні правові зміни: рівні права для французької та англійської мови, свободу віросповідання, відділення церкви від держави та ін.
Католицька церква засудила повстання.
Після тривалих боїв з перемінним успіхом Патріоти зазнали поразки. Луї-Жозеф Папіно втік до Сполучених Штатів. Кількох революціонерів було повішено 15 лютого 1839 року, кількадесят — вислано до Австралії, решта отримала амністію.